# Mästerby komministerboställe

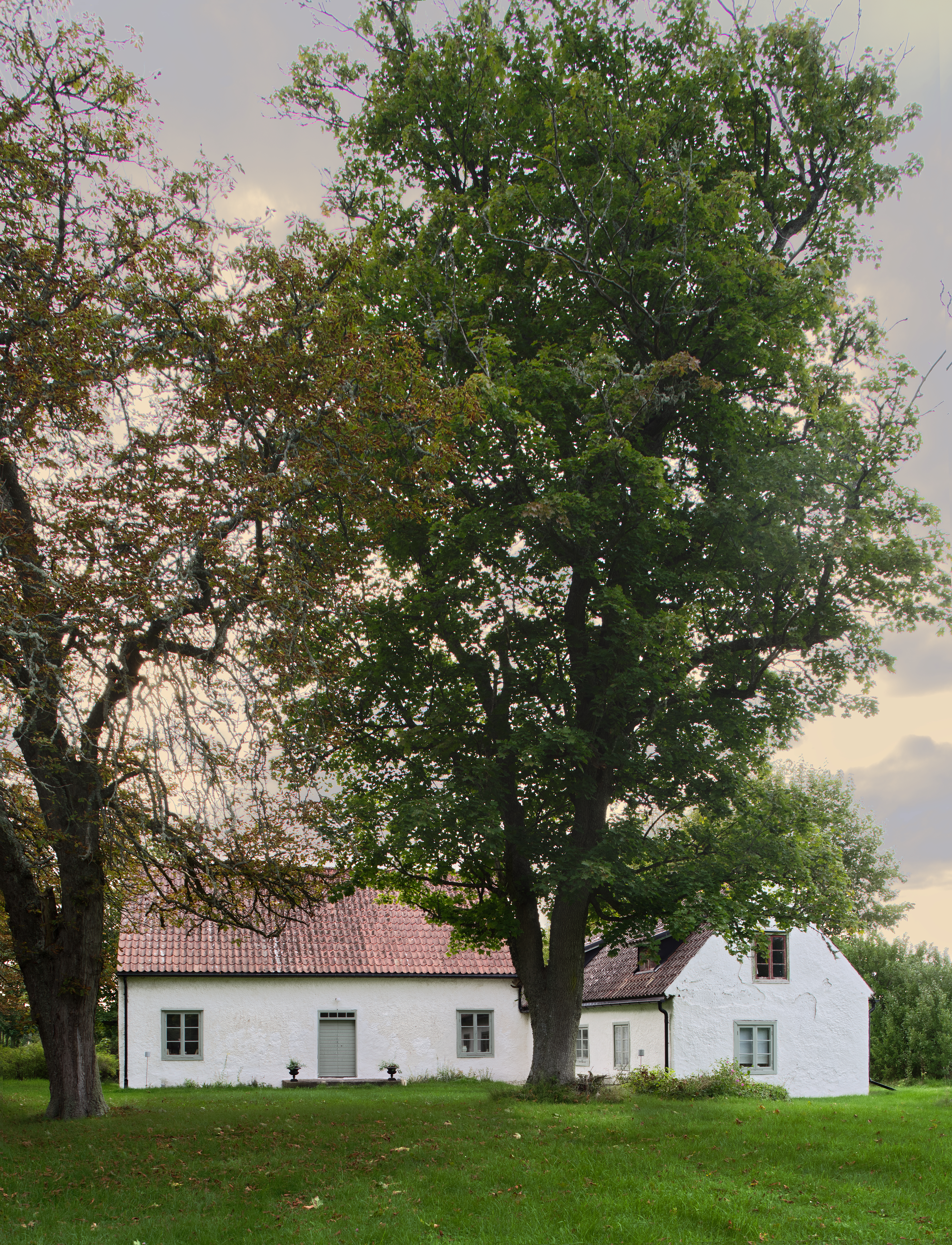

Mästerby komministerboställe i Mästerby socken på Gotland utnämndes 1997 av Länsstyrelsen i Gotlands län till byggnadsminne. Det har beteckningen "Fjäle komministerboställe i Mästerby" och har fastighetsbetckning Mästerby Fjäle 1:4.  Det hör till Gotlands viktigaste boställen och är det bäst bevarade av denna typ. 
Huvudbyggningen uppfördes under 1800-talets första hälft. En envånings parstuga i kalksten med sadeltak utan gavelutsprång. En flygel är sammanbyggd med huvudbyggnaden. Deras strama arkitektur är typisk för Gotland för denna tid.
På tomten finns en samtidigt uppförd lada.

## Bilder

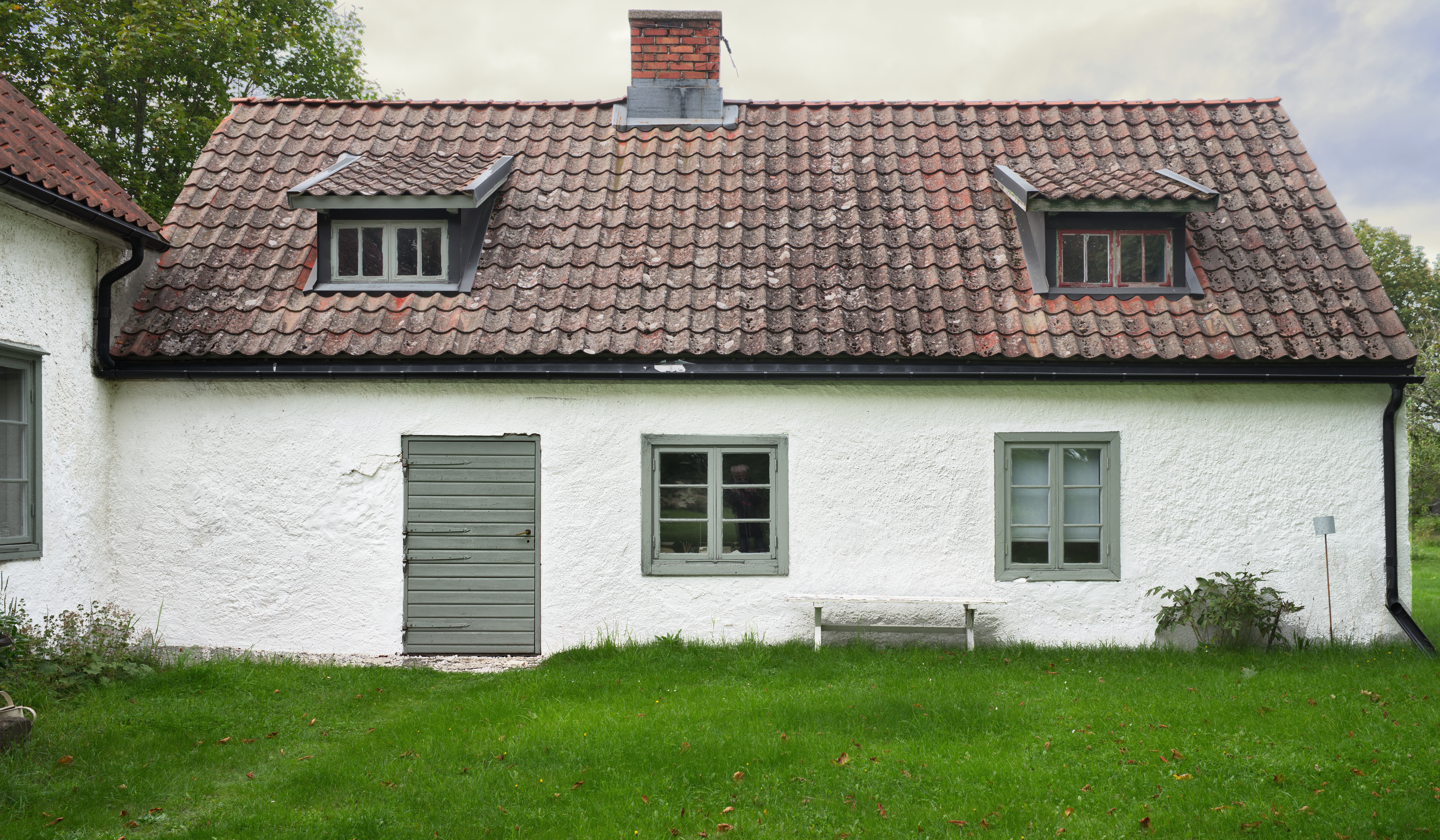
flygeln
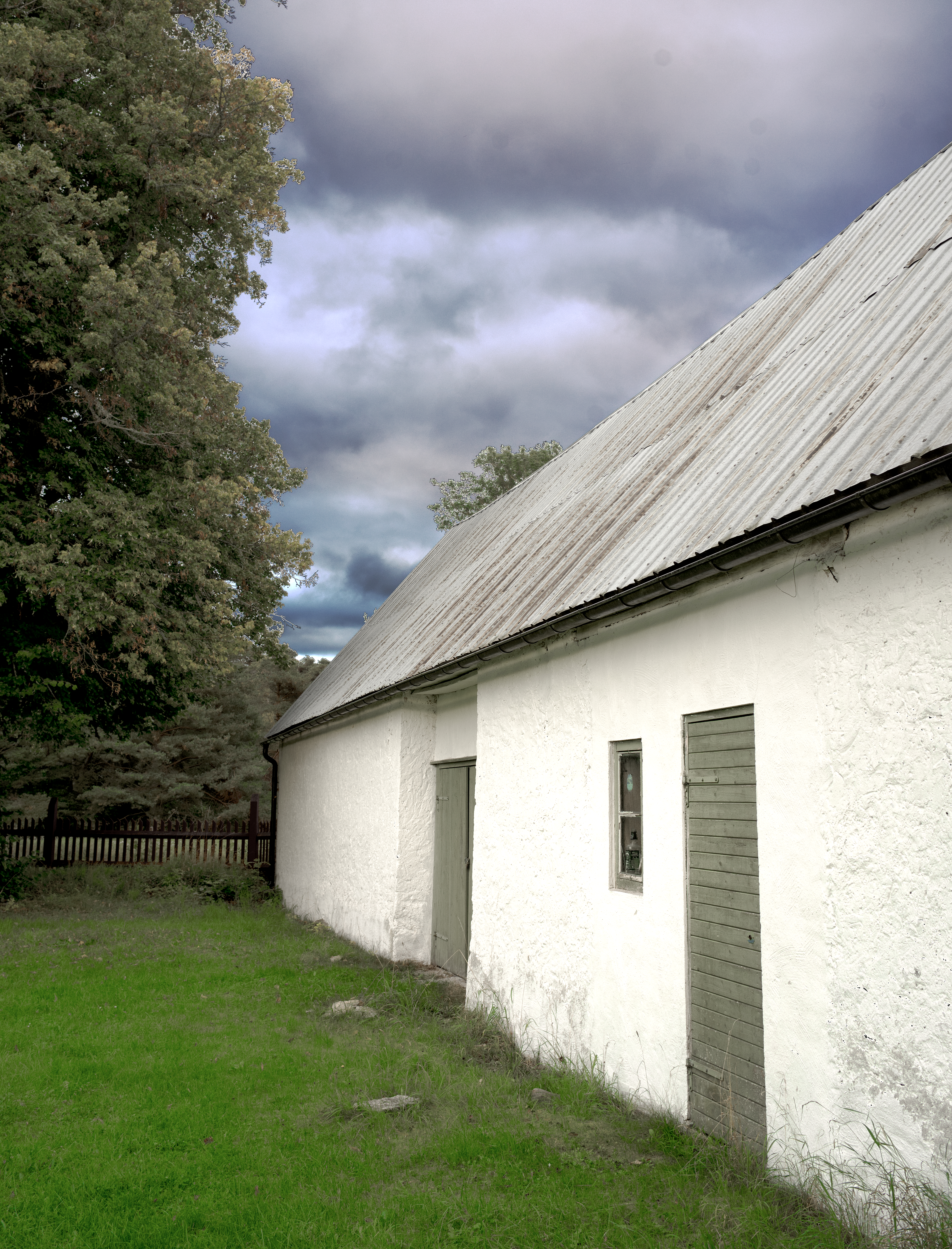
ladan